# Didier Viviers
Didier Viviers, né le 3 janvier 1963 à Soignies, est un historien, spécialisé en histoire de l'art et archéologie. Il est le 65e recteur de l’université libre de Bruxelles. 
Il se partage entre ses activités scientifiques de terrain et ses hautes fonctions administratives. En effet, après avoir exercé la présidence du Fonds national de la recherche scientifique (F.R.S - FNRS), il fut vice-président représentant les universités à l’Académie de recherche et d’enseignement supérieur (ARES) et est désormais secrétaire perpétuel de l'Académie royale des sciences, des lettres et des beaux-arts de Belgique. 

## Biographie

### Formation et parcours universitaire
Didier Viviers effectua ses études à l'Athénée royal de Nivelles. Il suivit ensuite à l'université libre de Bruxelles et en parallèle, des études d'histoire et d'histoire de l'art et archéologie. Cinq ans plus tard, il en obtient les licences.
De 1980 à 1991, il travaille à une thèse en histoire et archéologie consacrée aux cités crétoises du VIe et Ve s. av. J-C et au développement du système civique en Grèce archaïque et classique. Ceci lui a été possible grâce à un mandat d'aspirant au FNRS. À l'issue de ce mandat, Didier Viviers poursuit sa recherche post-doctorale à l'étranger, en Grèce. L'École française d'Athènes - institut de recherche français implanté à Athènes depuis 1846 - lui décerne alors une bourse de quatre ans.

### Activités scientifiques

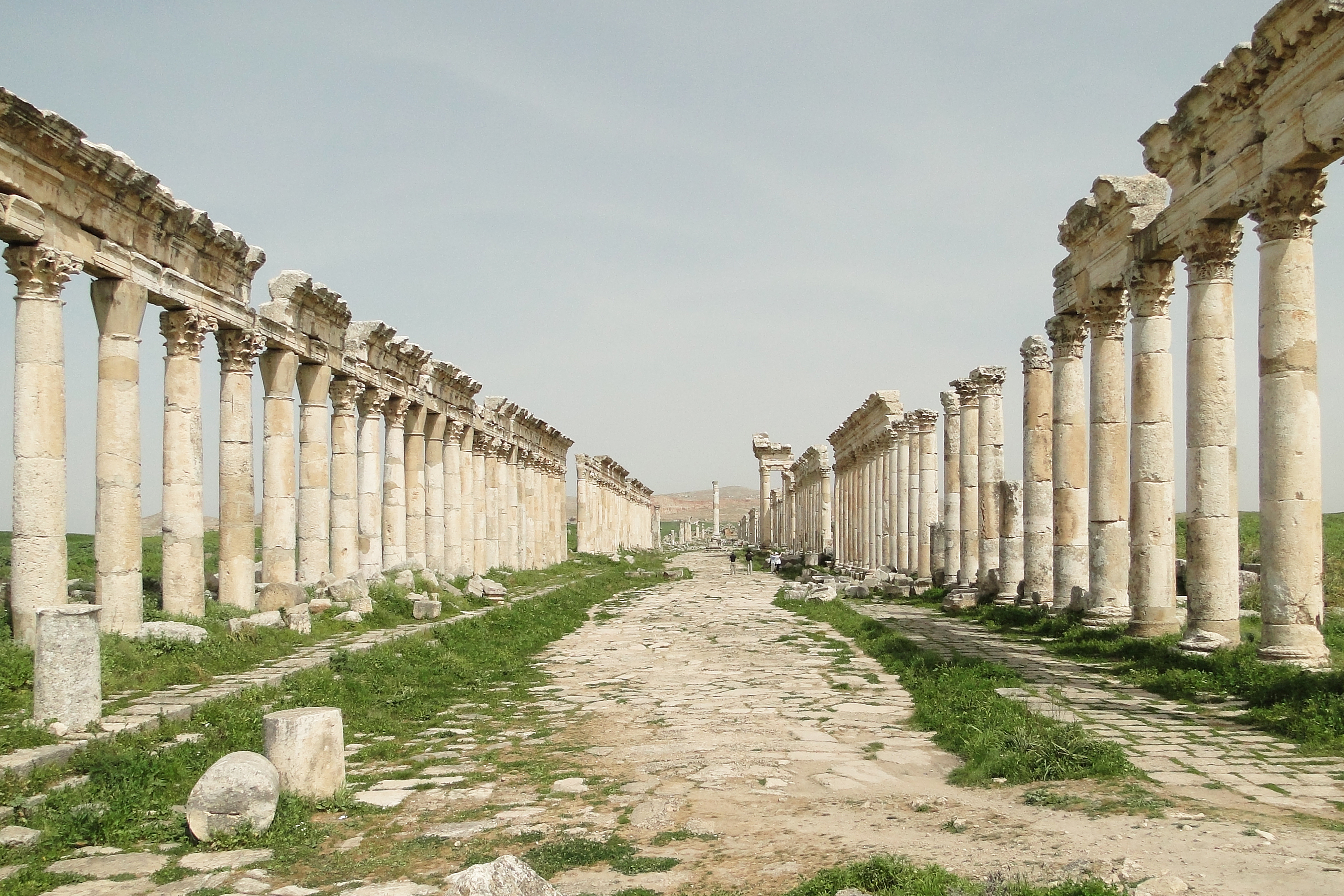
Le cardo d'Apamée.

Au terme de ces quatre années passées à l'étranger dans un cadre post-doctoral, Didier Viviers réintègre le FNRS, comme chercheur qualifié. 
Une large part de l'activité scientifique de Didier Viviers concerne l'archéologie dite de terrain. Il a participé à la construction de projets européens comme celui qui concerne le site archéologique d'Itanos en Crète. Depuis 2002, il dirige d'ailleurs la mission archéologique belge d'Apamée, en Syrie. Celle-ci, fondée dans l'élan de la constitution du FNRS en 1928, est la plus ancienne mission archéologique belge à l'étranger. Les thématiques traitées gravitent autour des soucis d'organisation urbaine et de la technologie - comme le système d'adduction de l'eau. 
De 2003 à 2005, il est membre du Conseil scientifique des Maisons des Sciences de l’Homme en France. 
Depuis le 1er octobre 2011, il est président du Fonds national de la recherche scientifique (F.R.S - FNRS). 
Depuis 2013, Didier Viviers est président du Conseil d'administration du Réseau français des instituts d'études avancées - fondation de coopération scientifique créée en 2007.

### Parcours au sein de l'Université libre de Bruxelles
En 1992, il est appelé à devenir chargé de cours à l'université libre de Bruxelles dans le cadre de la Faculté de Philosophie et Lettres, pour y enseigner l'histoire du monde grec antique et certains cours d'archéologie.   
De 2000 à 2004, il est conseiller du recteur Pierre de Maret pour la recherche en sciences humaines. 
En 2002, il acquiert le titre honorifique de professeur ordinaire.  
En 2003, Viviers fonde le Centre de recherches en archéologie et patrimoine (CReA - Patrimoine), laboratoire regroupant des enseignants et chercheurs de l’ULB. L'organe a pour mission de gérer l’ensemble des programmes de recherche archéologique de l’université. Il en sera le directeur jusqu'en 2008.
De 2004 à 2008, il exerce la fonction de vice-doyen de la Faculté de Philosophie et Lettres. À la fin de son mandat, en 2008, il en devient doyen jusque 2010.  
À la suite de la démission du recteur Philippe Vincke le 20 septembre 2010, des élections sont organisées en vue d'élire le futur recteur. Le 7 décembre 2010, Didier Viviers remporte les élections avec une large majorité de voix : 633 contre 173 pour son concurrent, le politologue Pascal Delwit et est ainsi élu 65e recteur de l'université libre de Bruxelles,. Son premier mandat s'achève le 8 mai 2012. Il est alors réélu pour un second mandat qui s’achève lui le 14 septembre 2016.
Dans le cadre de son premier mandat, de 2010 à 2011, il est également Président du Conseil des Recteurs francophones (CRef).
Le 7 mai 2012, Didier Viviers inaugure la « Chaire Internationale d'Histoire de la Seconde Guerre mondiale » et est aujourd'hui titulaire de la « Chaire d’Histoire grecque ».

## Distinctions
- Docteur en philosophie et lettres de l'université libre de Bruxelles[18].
- Membre de la Classe des Lettres et des Sciences morales et politiques de l’Académie royale de Belgique.

## Publications
Didier Viviers est auteur de nombreuses publications qui concernent des fouilles archéologiques en Syrie et en Grèce. Ses recherches portent essentiellement sur l’histoire sociale et sur la citoyenneté grecque, notamment dans ses rapports avec les identités culturelles. Il est également co-directeur de la Revue belge de Philologie et d'Histoire.
- Didier Viviers, « Une cité crétoise à l’épreuve d’une garnison lagide : l’exemple d’Itanos », J. Chr. Couvenhes, S. Crouzet et S. Pere-Nogues (éd.), Pratiques et identités culturelles des armées hellénistiques du monde méditerranéen. Hellenistic Warfare 3 (Bordeaux 2011), p. 35-64.
- Sa liste de publication complète sur le site de l'université libre de Bruxelles.